# 介護用歯ブラシ
介護用歯ブラシ（かいごようはブラシ）は、介護用品として開発された歯ブラシ。
特に高齢者の場合は唾液の分泌量が減るなどの理由により口腔内細菌が繁殖しやすく、虫歯や歯周病を起こしやすいが、近年、口腔内細菌により肺炎などその他の疾患が発生する事が明らかになり、口腔ケアの重要性がさらに高まった。
それを受けて、介護の場面に適した様々な歯ブラシが開発されている。いずれも要介護者の歯垢を落すのに適した形状で、食物かすを取り除いたり、舌苔を取り除いたり、口腔内のマッサージができる機能があるものもある。

## 種類
要介護者用手指に運動障害などがあっても扱いやすい形状の歯ブラシ。360度歯ブラシなど。
介護者用別の人間が外部から歯を磨くのに適した形状のもの。通常の歯ブラシをそのまま使うケースも多い。
その他布などで直接歯や口腔内を拭くこともある。また、義歯を使っている場合は義歯用の歯ブラシを用いる。